# Saint-Nizier-du-Moucherotte
Saint-Nizier-du-Moucherotte é uma comuna francesa na região administrativa de Auvérnia-Ródano-Alpes, no departamento de Isère.